# جيرد كيتشه
جيرد كيتشه (بالألمانية: Gerd Kische)‏ مواليد 23 أكتوبر 1951 في ألمانيا الشرقية، هو لاعب كرة قدم ألماني دولي سابق كان يلعب كمدافع. سبق له أن لعب في كأس العالم لكرة القدم مع منتخب بلاده. فاز بميدالية أوليمبية في مسابقة كرة القدم.

## روابط خارجية
- جيرد كيتشه على موقع الاتحاد الدولي (مؤرشف)  (الإنجليزية)
- جيرد كيتشه على موقع الاتحاد الأوربي (الإنجليزية)
- جيرد كيتشه على موقع قاعدة بيانات كرة القدم.إي يو (الإنجليزية)
- جيرد كيتشه على موقع بيانات كرة القدم. دي إي (الألمانية)
- جيرد كيتشه على موقع ناشيونال فوتبول تيمز (الإنجليزية)
- جيرد كيتشه على موقع عالم كرة القدم.نت (الإنجليزية)
- جيرد كيتشه على موقع أوليمبيديا (الإنجليزية)